# Секвоя (округ, Оклахома)
Шаблон:StateAbbr_ 35°30′ пн. ш. 94°45′ зх. д. / 35.5° пн. ш. 94.75° зх. д.
Округ  Секвоя (англ. Sequoyah County) — округ (графство) у штаті  Оклахома, США. Ідентифікатор округу 40135.

## Історія
Округ утворений 1907 року.

## Демографія
За даними перепису 
2000 року 
загальне населення округу становило 38972 осіб, зокрема міського населення було 12552, а сільського — 26420.
Серед мешканців округу чоловіків було 19221, а жінок — 19751. В окрузі було 14761 домогосподарство, 10989 родин, які мешкали в 16940 будинках.
Середній розмір родини становив 3,05.
Віковий розподіл населення поданий у таблиці:
| Стать    | До 15 років | 15-21 | 22-29 | 30-39 | 40-49 | 50-65 | 65-85 | Понад 85 |
| -------- | ----------- | ----- | ----- | ----- | ----- | ----- | ----- | -------- |
| Чоловіки | 4631        | 1996  | 1746  | 2662  | 2534  | 3366  | 2131  | 155      |
| Жінки    | 4194        | 1778  | 1882  | 2769  | 2723  | 3435  | 2554  | 416      |

## Суміжні округи
- Черокі & Адер — північ
- Кроуфорд, Арканзас — схід
- Себастьян, Арканзас — південний схід
- Лефлор — південь
- Гаскелл — південний захід
- Маскогі — захід

## Виноски
1. ↑  U.S. Decennial Census. United States Census Bureau. Архів оригіналу за 19 липня 2018. Процитовано 22 лютого 2015.
2. ↑  Historical Census Browser. University of Virginia Library. Архів оригіналу за 11 серпня 2012. Процитовано 22 лютого 2015.
3. ↑  Forstall, Richard L., ред. (27 березня 1995). Population of Counties by Decennial Census: 1900 to 1990. United States Census Bureau. Архів оригіналу за 19 лютого 2015. Процитовано 22 лютого 2015.
4. ↑  Census 2000 PHC-T-4. Ranking Tables for Counties: 1990 and 2000 (PDF). United States Census Bureau. 2 квітня 2001. Архів оригіналу (PDF) за 18 грудня 2014. Процитовано 22 лютого 2015.
5. ↑  State & County QuickFacts. United States Census Bureau. Архів оригіналу за 18 липня 2011. Процитовано 13 листопада 2013. [Архівовано 2011-06-06 у Wayback Machine.](англ.) Наведено за англійською вікіпедією.
6. ↑  American FactFinder. Бюро перепису населення США. Архів оригіналу за 26 лютого 2012. Процитовано 31 січня 2008. [Архівовано 2008-05-21 у Wayback Machine.]

| США | Це незавершена стаття з географії США. Ви можете допомогти проєкту, виправивши або дописавши її. |